# Граф де Фуэнклара

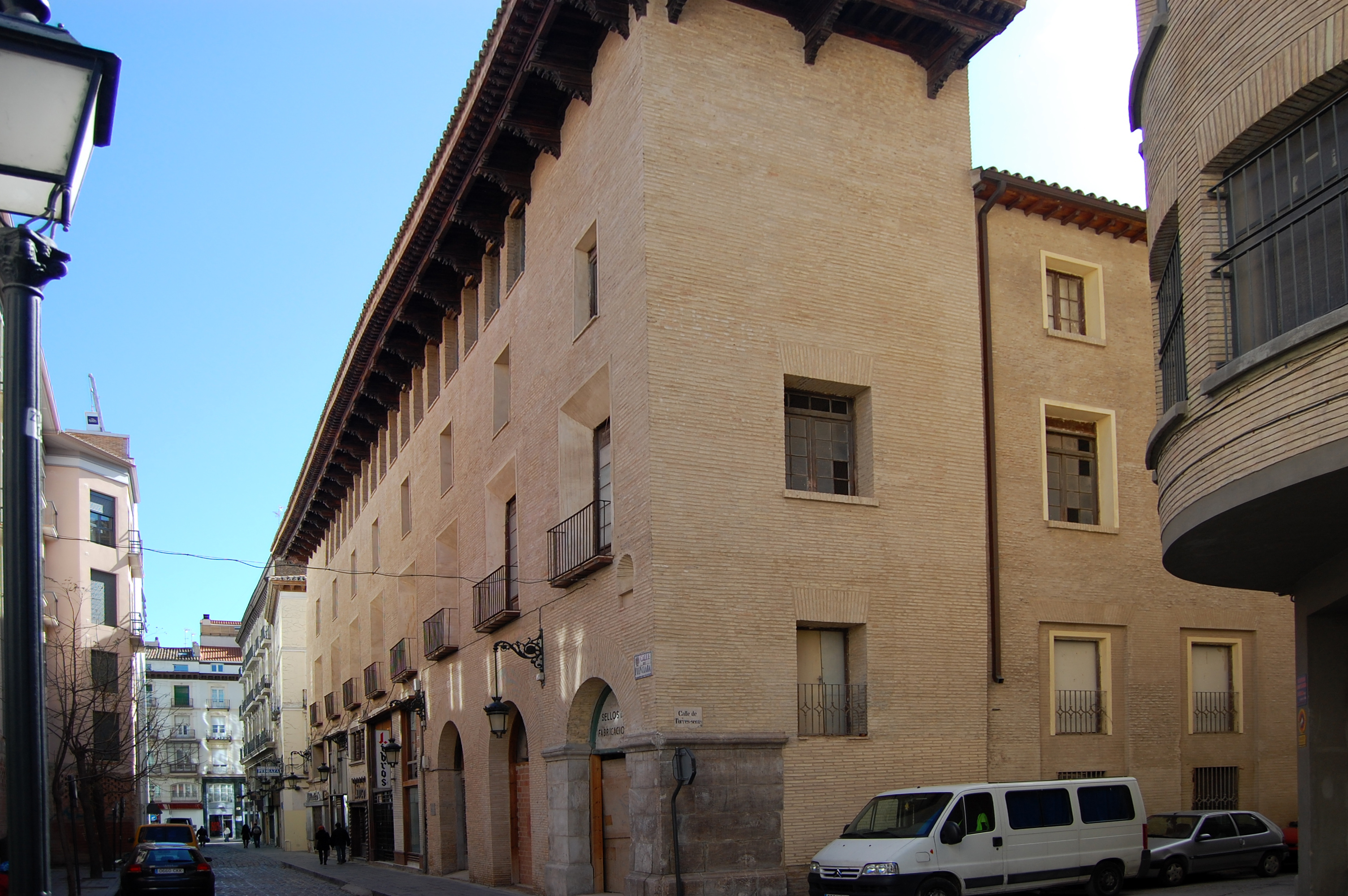
Дворец Фуэнклара в Сарагосе.

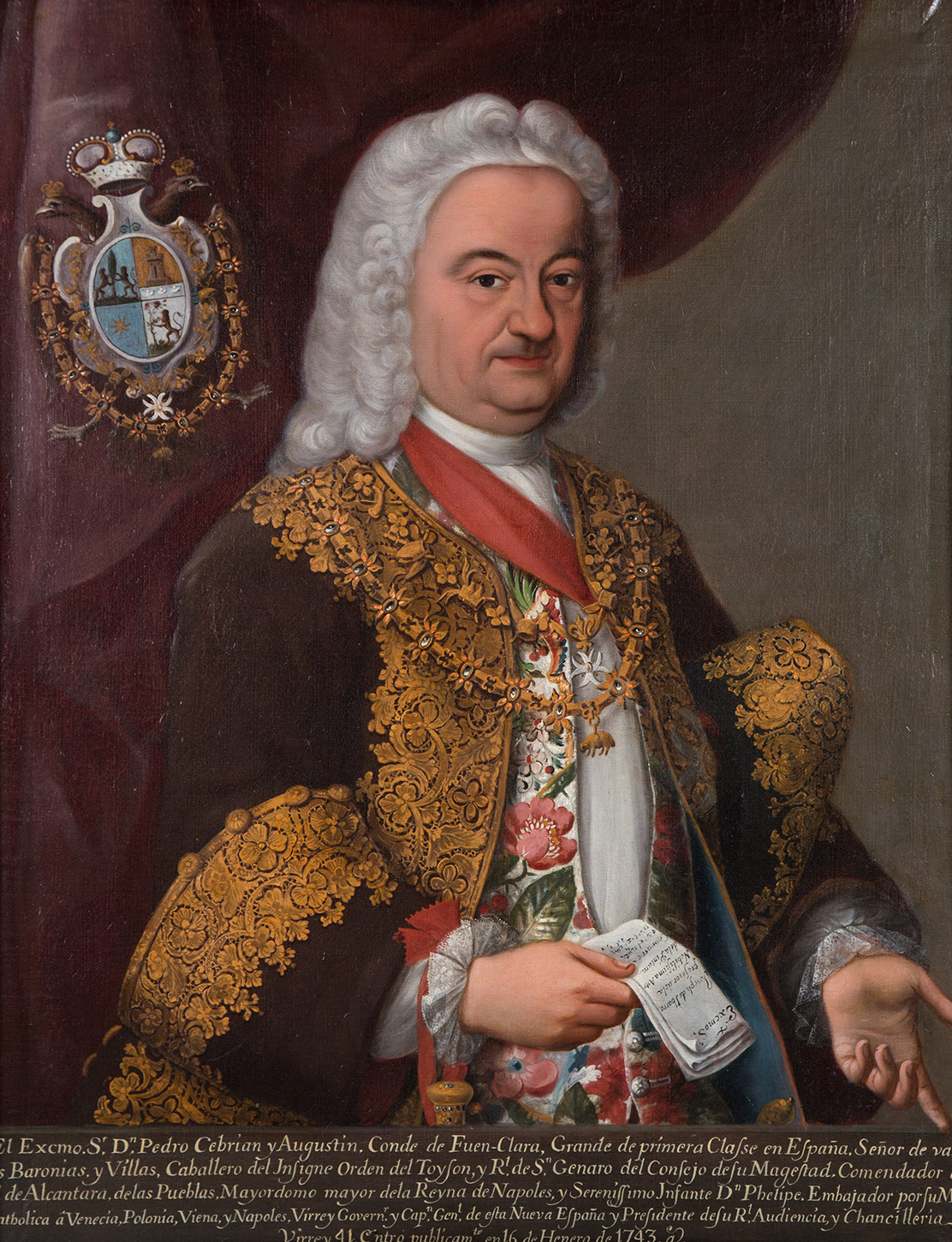
Педро де Себриан и Агустин (1687—1752), 5-й граф де Фуэнклара, вице-король Новой Испании

Граф де Фуэнклара — испанский дворянский титул. Он был создан королем Испании Филиппом IV в 1663 году для Энрике де Алагона и Пиментеля (1602—1651).
Графство Фуэнклара было расположено в Арагоне, недалеко от Састаго и Лусени (провинция Сарагоса). Тесно связано с графством Састаго и маркизатом Каланда.

## Графы де Фуэнклара
- Энрике де Алагон и Пиментель (27 февраля 1602—1651), 1-й граф де Фуэнклара, 3-й маркиз де Каланда, 8-й граф де Састаго. Сын Мартина де Алагона (1580—1614), 6-го графа де Састаго, 1-го маркиза де Каланда, и Виктории Пиментель и Альварес де Толедо.)
  - Супруга — Анна де Гевара Манрике, дочь Педро де Гевары и Авенданьо, 2-го графа де Эскаланте, и Франсиски де Мендосы. Ему наследовал их сын:

- Энрике де Алагон, Гевара и Пиментель (? — ?), 2-й граф де Фуэнклара.
  - Супруга — Анна Ладро де Гевара. Ему наследовала его сестра:

- Анна Мария де Алагон, Гевара и Пиментель (? — ?), 3-я графиня де Фуэнклара.
  - Супруг — Хуан Франсиско Себриан и Гомес де Бас. Ей наследовал их сын:

- Хосе Себриан и Алагон (1655—1726), 4-й граф де Фуэнклара.
  - Супруга — Лоренса де Агустин и Мартинес де Марчилья. Ему наследовал их сын:

- Педро де Себриан и Агустин (30 апреля 1687 — 6 августа 1752), 5-й граф де Фуэнклара, вице-король Новой Испании (1742—1746)
  - Супруга — Мария Тереза Пантиньо и Аттендоло, дочь Бальтасара Патиньо и Росалеса, 1-го маркиза де Кастелар, и Ипполиты Болоньини Аттендоло. Ему наследовала их дочь:

- Мария Ипполита Себриан и Патиньо (1720—1752), 6-я графиня де Фуэнклара .
  - Супруга — Антони Феликс де Сильва Фернандес де Ихар Аренберг Манрике де Лара (1715—1779), герцог де Аренберг. Ей наследовал их сын:

- Хайме де Сильва Себриан (8 сентября 1741 — 6 февраля 1791), 7-й граф де Фуэнклара, герцог де Аренберг.
  - Супруга — Мария дель Пилар Фернандес де Миранда и Вильясис, 11-я графиня де Тахалу, дочь Санчо Фернандеса де Миранды и Понсе де Леона, 4-го маркиза де Вальдекарсана, и Анны Каталины де Вильясис и Манрике де Лара, 8-й графини де лас Амаюэлас. Ему наследовала их дочь:

- Мария дель Росарио де Сильва Бебриан и Фернандес де Миранда и Себриан (29 апреля 1765 — 16 декабря 1801), 8-я графиня де Фуэнклара.
  - Супруг — Луис Букарелли и Букарелли (1761—1794), 7-й граф де Херена
  - Супруг — Хосе Мигель де Карвахаль Варгас и Манрике де Лара (1771—1828), 2-й герцог де Сан-Карлос, вице-король Наварры. Ей наследовала её дочь от первого брака:

- Мария дель Пилар Букарелли Урсуа де Сильва и Себриан (11 июля 1789—1828), 9-я графиня де Фуэнклара, 6-я маркиза де Вальдекарсана, 10-я маркиза де Тарасена, 10-я графиня де лас Амаюэлас, 8-я графиня де Херена, 17-я графиня де Тахалу и виконтесса де Урсуа.
  - Супруг — Хуан Баутиста де Керальт и Сильва[исп.] (1786—1865), 8-й граф де Санта-Колома, 11-й маркиз де Грамоса. Ей наследовал их сын:

- Хуан Баутиста де Керальт и Букарелли (8 октября 1814 — 17 апреля 1873), 10-й граф де Фуэнклара , 15-й маркиз де Лансароте, 7-й маркиз де Вальдекарсана, 17-й маркиз де Каньете, 14-й маркиз де Тарасена, 11-й граф де лас Амаюэлас, 11-й граф де Эскаланте, 18-й граф де Тахалу и 10-й граф де Вильямор.
  - Супруга — Мария Доминга Бернальдо де Кирос и Колон де Ларреатеги (1816—1884) дочь Антонио Марии Бернальдо де Кироса и Родригеса де лос Риоса, 6-го маркиза де Монреаль, маркиза де Сантьяго, 6-го маркиза де ла Симада, и Иполиты Колон де Ларреатеги и Бакедано, дочери 12-го герцога де Верагуа. Ему наследовала их дочь:

- Мария дель Пилар де Кераль и Бернальдо де Кирос (6 апреля 1856 — 17 января 1907), 11-я графиня де Фуэнклара
  - Супруг — Федерико де Рейносо Муньос де Веласко. Ей наследовал их сын:

- Рафаэль де Рейносо и Керальт (1879 — 1 февраля 1922), 12-й граф де Фуэнклара
  - Супруга — Мария де ла Глория де Кольядо и дель Алькасар. Ему наследовала его сестра:

- Мария Долорес де Рейносо и Керальт (1880 — 28 июня 1905), 13-я графиня де Фуэнклара
  - Супруг — Франсиско де Асис Осорио де москосо Хордан де Урриес (1880—1905), 19-й маркиз де Асторга. Ей наследовал их сын:

- Херардо Осорио де Москосо и Рейносо (9 ноября 1903 — 28 ноября 1936), 14-й граф де Фуэнклара, 18-й граф де Альтамира.
  - Супруга — Мария де Консоласьон Кастильехо и Уолл (1900—1996), 12-я графиня де ла Фуэнте-де-Сауко. Титул перешел к его сестре:

- Мария дель Перпетуо Сокорро Осорио де Москосо и Рейносо (30 июня 1899 — 20 октября 1980), 15-я графиня де Фуэнклара, 20-я графиня де Альтамира, 19-я герцогиня де Сесса.
  - Супруг — Леопольд Барон и Торрес. Ей наследовала их дочь:

- Мария дель Пилар Барон и Осорио де Москосо (10 сентября 1921 — 31 октября 1989), 16-я графиня де Фуэнклара, 8-я маркиза дель Пико де Веласко де Ангустина.

- Иньиго Кастельяно и Барон (род. 31 октября 1949), 17-й граф де Фуэнклара, племянник предыдущей, сын Хайме де Кастельяно и Масарредо (1914—1977), 4-го маркиза де Монтемалин, и Бланки Барон и Осорио де Москосо (1925—1999), 25-й графини де Трастамара.